# ニザヴェッリル
ニザヴェッリル（古ノルド語: Niðavellir, ニザヴェリル、ニダヴェリルとも表記。「暗い野」の意）とは、北欧神話で、ドヴェルグたちが住むとされている世界である。

## 巫女の予言
この地名は『巫女の予言』に言及されている。
Stóð fyr norðan

á Niðavöllum

salr ór gulli

Sindra ættar
北に立ちてあるもの

そうニザヴェッリルの北に

それは黄金の館であり

シンドリの一族のものであった
シンドリとは有名なドヴェルグの一人である。このニザヴェッリルという地名は、後段に登場する地下世界の山ニザフョッルと関わりがあるのかもしれない。ニザヴェッリルはしばしば、北欧神話の世界観である「九つの世界」の一つに数えられる。そうだとすると、スノッリの『エッダ』に言及されるスヴァルトアールヴヘイムと同一のものなのかもしれない。なぜならば、少なくない学者たちが、スヴァルトアールヴという名称は、スノッリただ一人が用いていた、ドヴェルグの同義語ではないかと考えているからである。